# 美々津丸
美々津丸（みみつまる）は、日本カーフェリーが運航していたフェリー。

## 概要
内海造船瀬戸田工場で建造され、1974年3月に川崎 - 日向航路に就航した。就航当初は日本最速のフェリーで、本船と高千穂丸の就航により、京浜航路の所要時間は5時間短縮され、従来の2隻で毎日運航となった。
1992年12月、パシフィック エキスプレスの就航により、大阪 - 宮崎航路に転配され、従来就航していたはまゆうは引退、海外売船された。
1997年7月、おおさかエキスプレスの就航により引退、海外売船された。
その後、フィリピンのネグロス・ナビゲーションでMARY QUEEN OF PEACEとして就航した。フィリピンでの就航にあたっては、船室の増設などは行われず、日本時代の船型をほぼ保っていたが、旅客定員は約2000名と大幅に増やされた。フィリピンで就航するフェリーとしては最も高出力の船だったが、燃費と振動の問題から最大20ノットで運航された。就航末期にはボラカイ島への観光船、およびホテルシップとして使用されていたが、ネグロス・ナビゲーションの倒産により係船された。その後、インドにスクラップとして売却され、2008年1月に解体された。

### 航路
京浜航路
- 川崎港 - 細島港

高千穂丸と本船の2隻で毎日運航した。下り便は、川崎港18時発、日向港翌15時着（所要時間21時間）、上り便は、日向港19時発、川崎港翌15時着（所要時間20時間）で運航された。
大阪航路
- 大阪港 - 宮崎港[3]

## 船内

### 船室
| クラス             | 部屋数             | 定員  | 設備 |
| ------------------ | ------------------ | ----- | ---- |
| 特等室             | 2名×2室            | 4名   |      |
| 1等洋室            | 2名×42室、4名×38室 | 236名 |      |
| 1等和室            | 4名×6室、6名×2室   | 36名  |      |
| 2等室              |                    | 682名 |      |
| ドライバーズルーム |                    | 48名  |      |

### 設備
パブリックスペース
- 案内所
- ロビー
- ラウンジ（フォワードサロン）
- 談話室
- 幼児室

供食設備
- レストラン
- 売店
- 自動販売機

入浴設備
- 大浴場

娯楽設備
- シアター
- カードルーム
- ゲームコーナー
- 室内プール

## 事故・インシデント

### 主機過給機の損傷
1978年7月7日、20時ごろ、川崎港から細島港へ向かって東京湾の中ノ瀬西方を航行中だった本船は、右舷機1号過給機から振動と異音が発生したため、右舷機を停止して左舷機のみで川崎港へ引き返した。振動および異音の原因は、過給機開放整備の際の部品の入れ替わりであった。本船は、7月3日から7日までの間日本鋼管鶴見造船所に定期検査で入渠し、両舷主機1・2号各過給機の開放整備を行ったが、作業の不備によりタービンローターなどが入れ替わって組み付けられたため、最大14,500rpmに達する回転部に不釣り合い重量が発生し、運転した際に過給機内部が損傷した。当日、午前に川崎港へ回航された際も、左舷機の過給機に損傷が発生して修理が行われていた。

### サウナルームでの火災
1983年8月29日、0時35分ごろ、川崎港から細島港へ向かって足摺岬の沖合を航行中だった本船は、船底中央の男子サウナルームから出火した後細島港へ着岸。操舵室の火災警報器が作動したため乗組員が船底デッキに行ったところサウナルームから黒煙が上がっており、デッキを密閉し注水し約2時間後に消し止め男子大浴場・脱衣所など60平方メートルを全焼。出火当時サウナルームに乗客はおらず乗客207人を上部デッキへ誘導し怪我人はなく121台の積載車両にも被害はなかった。出火原因はサウナルームの電熱ヒーターのサーモスタット故障による過熱とみられた。

### 貨物船との衝突
1989年2月14日、4時43分ごろ、川崎港から細島港へ向かって潮岬の沖合を航行中だった本船は、 樫野埼灯台の東方約4.4海里の地点で、貨物船ファバオを後方から追い越す際に衝突した。ファバオの左舷船首部が本船の右舷後部にほぼ平行の状態で衝突、本船は右舷後部の車輌甲板外板に約5メートルの亀裂を含む約17メートルの凹傷を生じ、ファバオは左舷船首部の外板に約10メートルの凹傷を生じた。事故原因は、衝突のおそれのある態勢でファバオを追い越す本船が動静監視不十分で、その進路を避けなかったことによるものとされたが、ファバオが警告信号をしなかったことも一因とされた。